# Рудник Тірек
Рудник Тірек – гірничодобувне підприємство на півдні Алжиру, у глибині пустелі Сахара.
Розробку Тірек організували через компанію ENOR, учасниками якої виступили зареєстрована у Великій Британії GMA Resources (52%) та кілька алжирських учасників, серед яких буда державна нафтогазова Sonatrach (16%). 
Видобуток почали в 2001-му та зупинили в 2006-му, коли були відпрацьовані запаси, легкодоступні для вилучення відкритим способом. Всього за цей період виробили 1,83 тони золота, для чого використовували технологію «вугілля-в-пульпі».
Ресурси Тірек оцінюються у 15 тон золота, проте їх розробка потребує переходу до підземного видобутку.